# Stinkkäse

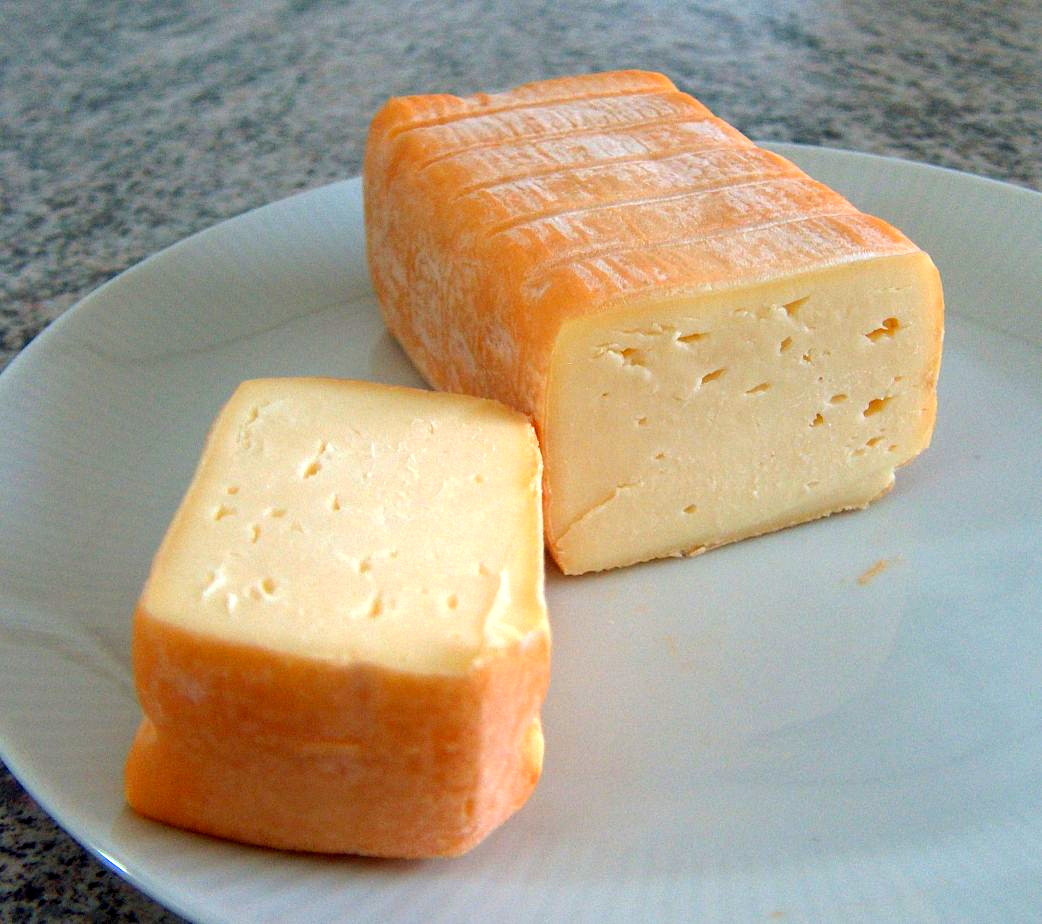
Der (rotgeschmierte) Limburger-Käse gilt als eine der geruchsstärksten Käsesorten

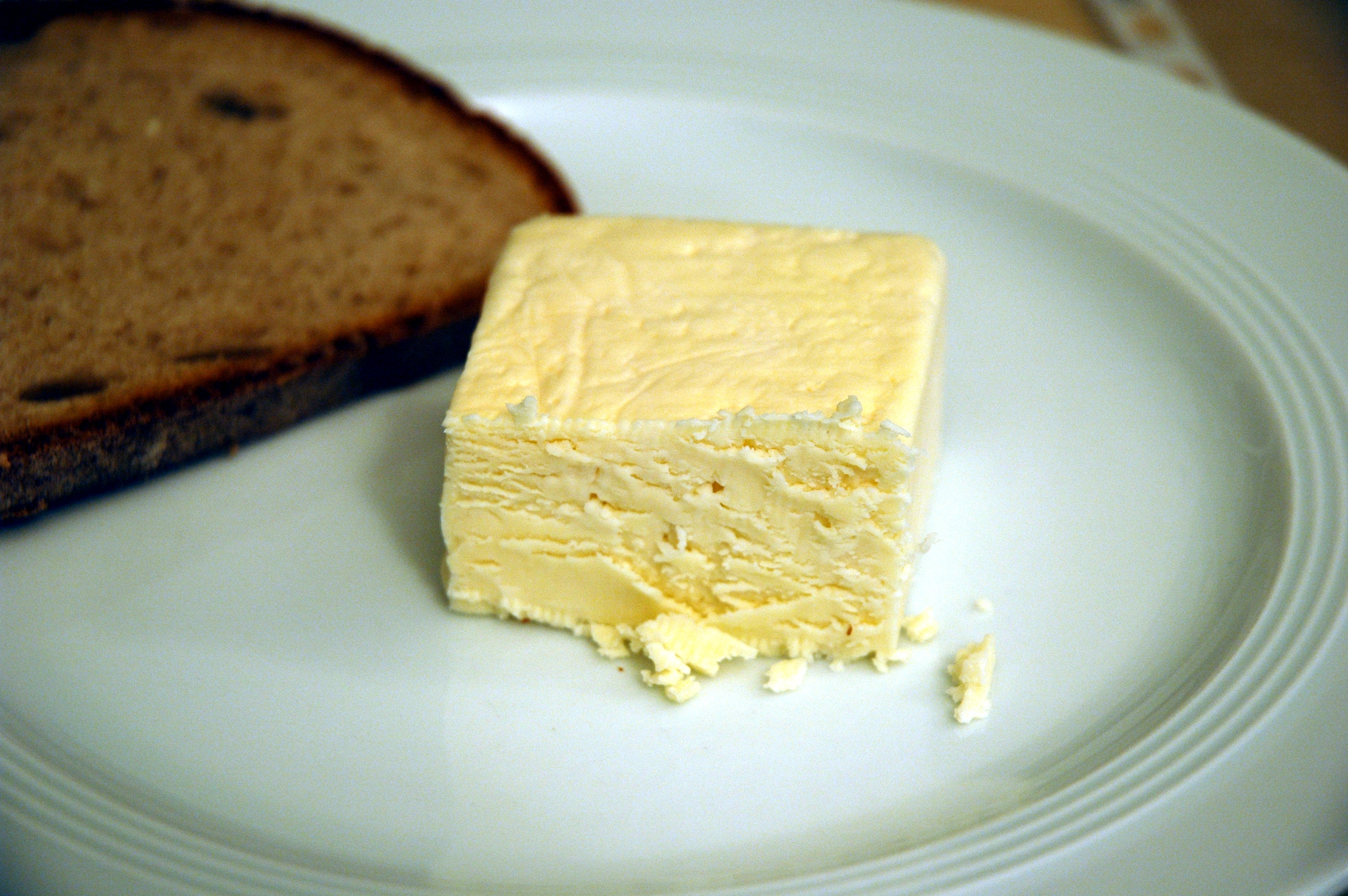
Weißlacker mit Brot

Als Stinkkäse oder Stinkekäse wird umgangssprachlich ein Käse bezeichnet, der einen sehr starken und für manche Nasen unangenehmen Geruch aufweist. Das heißt nicht, dass er nicht oder nicht mehr genießbar wäre oder schlecht schmecken würde. Der Duden bezeichnet den Begriff als „emotional“ und definiert: „stark und unangenehm riechender Käse“.
Geruchsbildungen treten vor allem bei bestimmten Käsen auf, bei denen während der Herstellung und Reifung eine Oberflächenbehandlung nach der Rotschmiere-Methode erfolgt. Beim Weißlacker wird diese durch kühle Lagerung und erhöhten Salzgehalt als Weißschmiere gewollt erzielt.

## Rotschmiere-Käse
Einige typische Rotschmierekäse sind Chaumes, Handkäse, Limburger, Munster, Pont-l’Évêque, Reblochon, Romadur, Saint-Albray, Schlierbacher, Taleggio und Weinkäse. Insbesondere der Limburger gilt als eine der geruchstärksten Käsesorten und wird häufig als „Stinkekäse“ abgelehnt, während seine Liebhaber dagegen den sehr aromatischen und würzigen Geschmack schätzen.
Für den typischen Geruch von rotgeschmierten Weichkäsen des Limburger-Typs sind vor allem das leicht flüchtige und geruchsintensive Gas Methylmercaptan und das Dimethyldisulfid verantwortlich.
Zu den weiteren geruchsbestimmenden Stoffwechselprodukten gehören verschiedene Thioether und das Dimethyltrisulfid. Diese Stoffwechselprodukte wurden vor allem beim Bakterium Brevibacterium linens nachgewiesen, das bei den Starterkulturen für das „Rotschmieren“ bevorzugt verwendet wird. Auch Buttersäure, Isovaleriansäure und Capronsäure sind für den intensiven Geruch des Limburgers verantwortlich. Speziell diese Carbonsäuren wirken auf die Weibchen von Anopheles gambiae, einem gefährlichen Überträger der Malaria, besonders anziehend. Es gibt Versuche, Limburger als Köder für entsprechende Fliegenfallen zu verwenden. Für diese Versuche wurde 2006 der Ig-Nobelpreis an zwei niederländische Forscher verliehen.
Der wohl geruchsintensivste Rotschmiere-Käse ist jedoch der Vieux-boulogne. Er gilt als der am stärksten stinkende Käse der Welt.

## Auswirkungen auf den Geschmacks- und Geruchssinn
Des Öfteren ergibt sich der Eindruck, dass die entsprechenden Käsesorten anders schmecken als sie riechen. Dies ist nicht ganz korrekt. Der menschliche Geschmackssinn kann lediglich zwischen süß, sauer, salzig, bitter und umami unterscheiden. Alles Weitere, was der Mensch während des Essens wahrnimmt, sind Aromakomponenten, die über den Geruchssinn wahrgenommen werden – und zwar auch aus dem Mund: Der Geruch des Käses steigt im Rachenraum hoch zu den entsprechenden Geruchsknospen. Was allgemein als „Geschmack“ bezeichnet wird, ist in den allermeisten Fällen eine Kombination von Riechen und Schmecken.
Als 2003 in einem Fernsehbeitrag der TV-Sendereihe Galileo eine direkte Verbindung zwischen den Ursachen von Käsegeruch und dem Geruch von Schweißfüßen hergestellt wurde, da angeblich dort der „gleiche Keim, nämlich Brevibacterium linens seinen Geruch ausströmt“, stieß dies auf Kritik von Wissenschaftlern und wurde als unzutreffend zurückgewiesen; so unter anderem von Herbert Seiler vom Zentralinstitut für Ernährungs- und Lebensmittelforschung, Abteilung Mikrobiologie, am Wissenschaftszentrum Weihenstephan für Ernährung, Landnutzung und Umwelt der Technischen Universität München.